# 沈阳皇城恒隆广场
皇城恒隆广场（英語：Palace 66）是位于中國辽宁省瀋陽市沈河区的一座商场，始建于2006年，是香港恒隆地产旗下物业，该项目位于沈阳市沈河区中街商圈，是恒隆地产在中国内地的第三个物业项目，也是其在内地的第一个纯商场项目。

## 历史
项目原名“沈阳中街恒隆广场”，地块原址曾包括沈阳“黑社会”组织头目刘涌旗下沈阳嘉阳集团投资建设的嘉阳商场，以及鼓楼商场和东风商场等另外两座商厦。2005年9月，恒隆地产与沈阳市规划和国土资源局签署《国有土地使用权出让合同》，正式收购嘉阳商场、鼓楼商场和东风商场等地块，建设中街恒隆广场项目，整个项目于2010年6月26日开幕营业。
因项目地址沈河区中街路毗邻世界遗产及国家重点文物保护单位沈阳故宫，故在项目临近完成时改为现名“皇城恒隆广场”，英文名“Palace 66”中的“Palace”即有代指沈阳故宫的含义，整体的建筑设计也包含宫廷元素。（关于英文中“66”的来历，请参见上海恒隆广场条目）

## 概况
皇城恒隆广场项目楼面面积109,307平方米，整体项目由美國KPF建築師事務所负责建筑设计，巴马丹拿负责项目设计，共有地面4层及地下3层，其中地面部分全部楼层及地库1层的大部分面积为商场，約200家商户以多元化国际和国内时尚品牌为主，B1层及4层以餐饮业态为主，1层至3层以时装和体验类商户为主，同时3-4层设有一家小型电影院。商场同时设置了一个横跨高度约65米，贯穿所有购物楼层的大型中庭；地库1层的一部分面积及地库2/3层为停车场，设置有超过800个车位，地库2层的一部分面积为商场办公区（商场观光梯设置为B2M层）。

## 奖项
- 该项目曾获得美国绿色建筑协会颁发〝能源及环境设计先锋奖 — 核心及外壳组别〞金奖认证，成为内地首座赢得此殊荣的购物商场[5]。

- 同时，该项目也曾荣获亚洲国际地产投资交易会颁发〝2007年MIPIM Asia大奖 — 未来建筑组别证书〞，也曾于国际购物中心协会举办的2011年度亚太区购物中心大奖中，夺得〝全新商业零售物业项目 — 革新设计与发展组别银奖〞[6]。

## 轶事
- 受该项目影响而被拆除的鼓楼商场中曾保存了一块古代盛京城鼓楼的城墙，沈阳市有关部门也曾有计划将该块城墙在本项目中庭复原，但该块城墙在保存过程中去向不明。

## 交通
- 沈阳地铁：
  -  █ 1号线中街站B2出入口

## 外部連結
- 官方网站